# Багиров, Мусеиб Багир оглы
Мусеиб Багир оглы Багиров (30 июня 1915, Елизаветполь — 17 мая 1981, Баку) — Герой Советского Союза, участник Великой Отечественной войны.

## Биография
Родился 30 июня 1915 года в городе Елизаветполь, Елизаветпольской губернии. Окончив среднюю школу в 1931 году, уехал в Баку, где в 1933 году окончил мореходный техникум. После окончания мореходного техникума вернулся в родной город, где работал помощником мастера на Кировабадском текстильном комбинате. По национальности — азербайджанец.
С 1941 года в рядах РККА. С 1942 года — на фронтах Великой Отечественной войны. В 1943 году окончил ускоренный курс в Кемеровском военном пехотном училище и был вновь направлен на фронт. В составе 206-го гвардейского стрелкового полка 69-й гвардейской стрелковой дивизии, младший лейтенант принимал участие в Курской битве и освобождал Левобережную Украину.
9 сентября 1943 года юго-западнее города Зеньков (Полтавская область) после боя группа, состоящая из 11 гвардейцев, под командованием лейтенанта Мусеиба Багировича Багирова в результате атаки овладела стратегически важной высотой. В ходе этого боя, вооружённый снайперской винтовкой, убил 28 гитлеровцев. В этом же бою уничтожил противотанковой гранатой артиллерийское орудие с расчётом. Группа под его командованием удерживала высоту более суток, находясь в окружении. За это время гвардейцы уничтожили три танка и до 250 солдат и офицеров, а лейтенант Мусеиб Багир оглы Багиров был контужен, но место боя не покинул.
Указом Президиума Верховного Совета СССР «О присвоении звания Героя Советского Союза офицерскому, сержантскому и рядовому составу Красной Армии» от 22 февраля 1944 года за «образцовое выполнение боевых заданий командования при форсировании реки Днепр, развитие боевых успехов на правом берегу реки и проявленные при этом отвагу и геройство» удостоен звания Героя Советского Союза с вручением ордена Ленина и медали «Золотая Звезда».
В 1944 году вступил в ВКП(б).
После лечения в госпитале вернулся в свой полк и с боями прошёл пол-Европы. В самом конце Великой Отечественной войны был тяжело ранен в обе руки и в голову. 9 мая встретил в госпитале, в котором находился на излечении почти восемь месяцев.
В октябре 1945 года был уволен в запас в звании капитана. После увольнения в запас вернулся на родину, жил и работал в Баку.
В 1946 году окончил торговый техникум. Несколько лет работал начальником геологической разведки в нефтепромысловом управлении «Нефтечаланефть». При устранении одной из аварий упал с 25-метровой вышки. Чудом остался в живых, но медработники запретили ему заниматься физическим трудом. После этого случая работал в отделе рабочего снабжения управления «Карадагнефть», а затем — директором универмага в рабочем посёлке Лок-Батан и магазина «Гастроном» в Баку.
Умер 17 мая 1981 года.

## Награды
- Медаль «Золотая Звезда»
- Орден Ленина
- Медали